# Anna Kurnikovová
Anna Sergejevna Kurnikovová (Kurnikova, rusky:  Анна Сергеевна Курникова, narozená 7. června 1981, Moskva) je bývalá profesionální ruská tenistka a modelka, která později přijala americké občanství. Jejím bratrancem je ruský tenista Jevgenij Koroljov.
Přestože nikdy nevyhrála turnaj WTA ve dvouhře, stala se jednou z hlavních postav tenisu v období v němž hrála. Na vrcholu své slávy byly její obrázky s názvem Kurnikova (nebo jejich varianty) mezi nejvyhledávanějšími na serveru Google.
Narodila se v Moskvě Alle a Sergejovi Kurnikovovým; rodina později emigrovala do USA. V současné době žije v Miami, stát Florida.
Kurnikovová dosáhla prvoligové úrovně v tenisové kariéře po několik let, než ji ukončila po návratu problémů s páteří. Hrála dobře sama, ale mnohem lepších výsledků dosáhla ve čtyřhře, kde patřila mezi světové jedničky čtyřhry. Se svou partnerkou Martinou Hingisovou vyhrály Grand Slam v Austrálii v letech 1999 a 2002.
Byla srovnávána s hráči jako jsou Pam Shriverová nebo Peter Fleming.
Od roku 2003 je partnerem Enrique Iglesias.

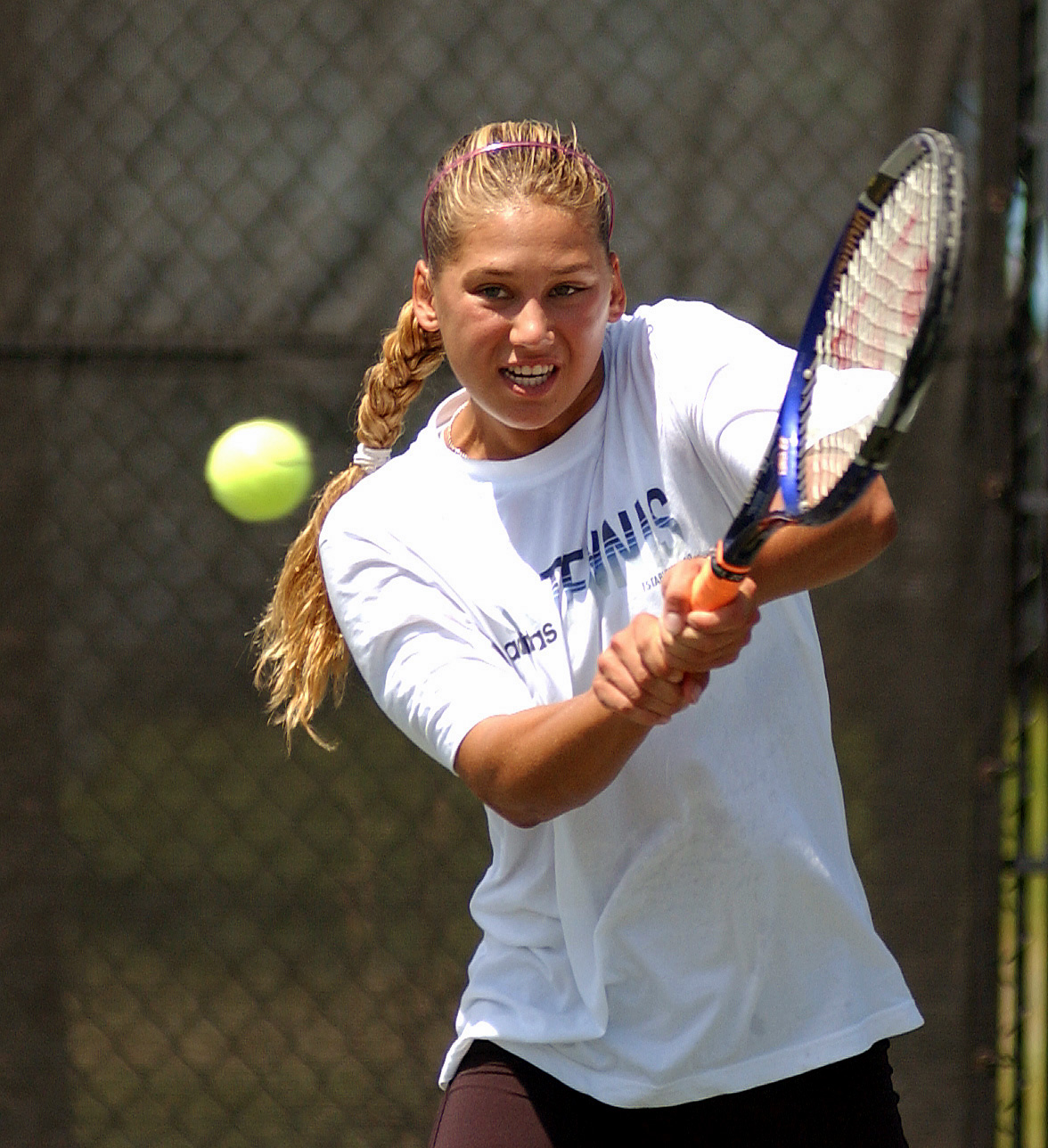
Během tréninku.

Při podání.